# Melanobatus occidentalis
Melanobatus occidentalis là loài thực vật có hoa trong họ Hoa hồng. Loài này được (L.) Greene mô tả khoa học đầu tiên năm 1906.